# Кади, Али
А́ли Ка́ди (араб. علي القاضي‎; род. 22 июня 1988, Эль-Бира, Рамалла — 13 октября 2023, Палестина) — старший палестинский командир группировки ХАМАС в специальном подразделении «Нухба». Участвовал в планировании терактов в Израиле, проведённых 7 октября 2023 года.

## Арест и освобождение
В 2005 году Али Кади был арестован Израилем за похищение и убийство мирных жителей, однако в 2011 году он был освобожден в рамках обмена пленными Гилада Шалита.

## Гибель
13 октября 2023 года, представители армии обороны Израиля (ЦАХАЛ) объявили, что Кади был убит в результате атаки дронами.